# Luigi Ramelli
Luigi Ramelli Foglia (16 de junio de 1851-22 de noviembre de 1930) fue un artista suizo que vivió en Colombia durante más de 40 años, país en donde se destacó por su actividad como ornamentador de diversas construcciones republicanas, escultor y maestro de artes plásticas.

## Biografía

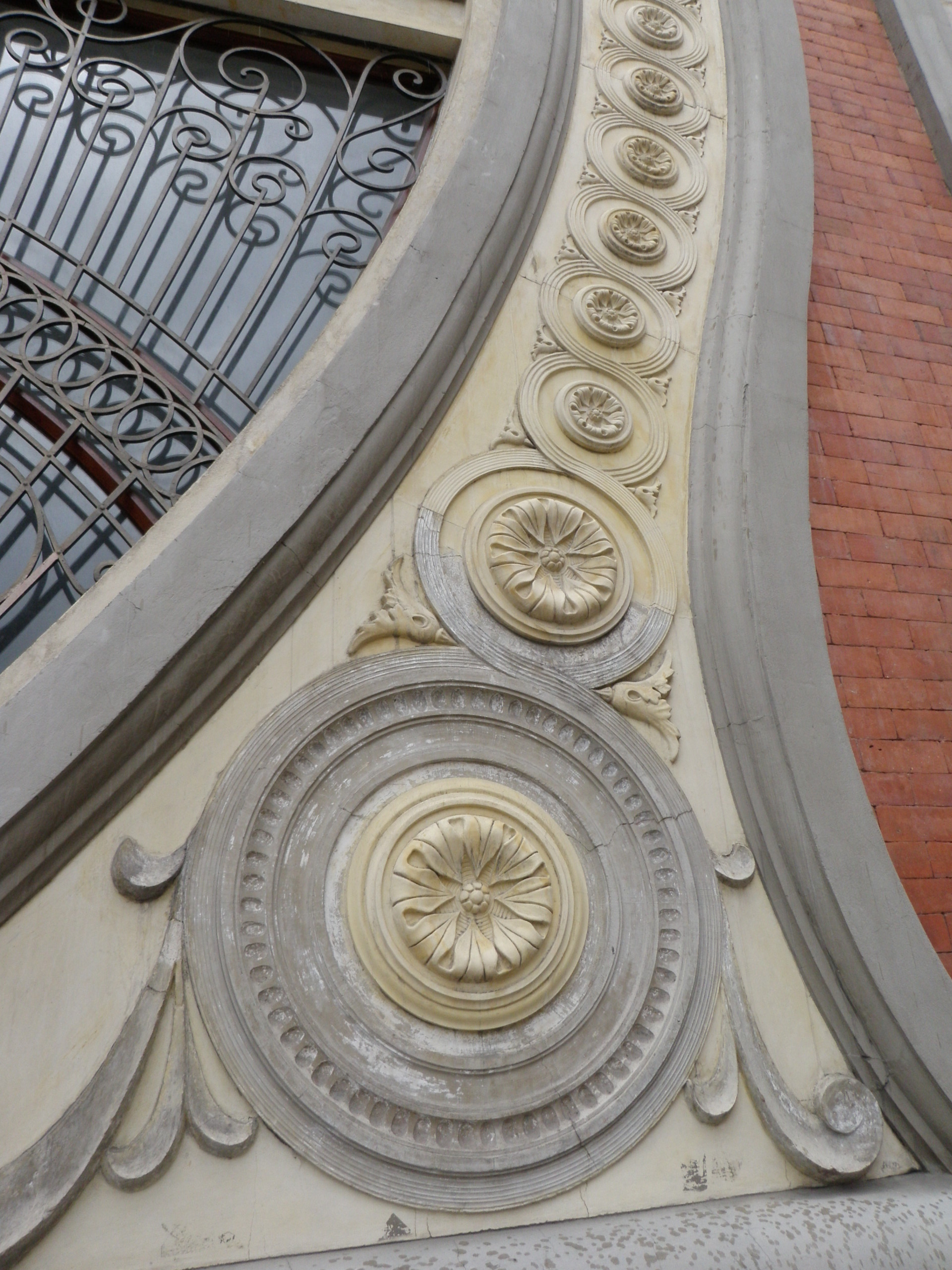
Ornamentación del teatro Faenza obra de Colombo Ramelli

Luigi era descendiente del ingeniero renacentista Agostino Ramelli y estudió en la Academia de Florencia, en donde conoció a Pietro Cantini y a Césare Sighinolfi. Llegó a Colombia en 1884, tras obtener el primer premio en un concurso organizado con la finalidad de fundar la Escuela de Bellas Artes de Bogotá. La obra que le merecería este galardón se llama "panneau" y aún se conserva en el taller de la familia Ramelli.
Una vez en Bogotá, decide establecer su taller implementando técnicas de ornamentación con yeso y cemento poco conocidas en la ciudad. Inicialmente decoró algunas casas particulares, pero muy pronto fue llamado a participar en importantes obras como el Teatro Colón, el Palacio de la Carrera, el Capitolio Nacional, el Templete del Libertador, algunas capillas interiores de la Catedral Primada y de otras iglesias de la ciudad.
Algún tiempo después también viajó a Colombia su esposa Beatrice con su hijo Colombo Ramelli, quien conservaría la tradición artística en el taller de su padre, al participar en la ornamentación con la misma técnica de otras edificaciones como la Estación de la Sabana, el Teatro Faenza, la Iglesia del Carmen, entre otras y con estatuas como la de Cronos que adorna el pórtico del Cementerio Central. Su segundo hijo, Mauricio Ramelli, nació en Colombia y se destacó como pintor de murales y frescos religiosos como los realizados en la Iglesia de San Francisco y el Teatro Municipal de Cali.